# Sydney Carter
Sydney Carter, née le 18 novembre 1990, est une joueuse américaine de basket-ball professionnelle à la retraite. Elle joue au basket-ball universitaire à l'université A&M du Texas, où elle évolue aux côtés de Sydney Colson et de Danielle Adams, la pivot des San Antonio Stars, aidant les Aggies à remporter le titre de la NCAA lors de sa troisième année. Elle est entraîneure adjointe lors de la saison 2021-2022 à Texas A&M et depuis avril 2022 la directrice du développement des joueuses de basket-ball féminin à l'Université du Texas.

## National collegiate athletic association
En jouant au basket-ball universitaire pour l'équipe des Aggies de l'université A&M du Texas, Carter est capitaine d'équipe trois fois et un pilier défensif pour la défense d'A&M, ce qui lui vaut une place dans l'équipe défensive de la Big 12 en 2011 et 2012. Carter remporte également trois fois le prix de Miss Defense, meilleure défenseure, de son équipe, en 2010, 2011 et 2012. Elle remporte également le prix de Miss Aggie à la fin de sa dernière saison. Avec son équipe, elle remporte le championnat NCAA en battant les Fighting Irish de Notre Dame en 2011.

## Carrière WNBA
Sidney Carter est sélectionnée au troisième tour de la draft WNBA 2012 (28e au total) par les Sky de Chicago. Le 18 mars 2013, Carter signe un contrat de camp d'entraînement avec les Dream d'Atlanta, mais est coupée avant le début de la saison régulière. Le 10 juin 2013, Carter signe avec les Sun du Connecticut,.

## Carrière à l'étranger
En 2014, Carter commence à jouer à l'étranger en Lettonie, où elle devient triple championne lettone/estonienne en 2014, 2016 et 2017 avec le TTT Riga, ainsi que championne de la Ligue d'Europe de l'Est en 2016. Elle a également une courte période de jeu en Israël, avec Elitzur Ramla, dans une carrière à l'étranger qui s'étend sur sept ans,.
En 2018, elle subit une déchirure du ménisque qui marque la fin de sa carrière de joueuse.

## Carrière d'entraîneur
En juillet 2020, Carter est recrutée dans le staff technique de l'équipe de basket-ball féminin de Texas A&M, en tant que coordinatrice vidéo, par l'entraîneur principal Gary Blair.
En avril 2022, elle est embauchée au poste de directrice du développement des joueuses pour l'équipe de basket-ball féminin de l'Université du Texas,,.